# Admiral Schofield
Admiral Donovhan Schofield (Londres; 30 de marzo de 1997) es un jugador de baloncesto estadounidense que pertenece a la plantilla del ASVEL Lyon-Villeurbanne de la LNB Pro A. Con 1,96 metros de estatura, ocupa la posición de alero. 

## Trayectoria deportiva

### Universidad
Jugó cuatro temporadas con los Volunteers de la Universidad de Tennessee, en las que promedió 11,9 puntos, 5,3 rebotes y 1,3 asistencias por partido. En 2018 fue incluido en el segundo mejor quinteto de la Southeastern Conference, mientras que la temporada siguiente lo fue en el primero.

#### Estadísticas
| Año     | Equipo    | PJ  | PT | MPP  | %TC  | %3P  | %TL  | RPP | APP | ROB | TPP | PPP  |
| ------- | --------- | --- | -- | ---- | ---- | ---- | ---- | --- | --- | --- | --- | ---- |
| 2015–16 | Tennessee | 32  | 22 | 18.7 | .444 | .301 | .897 | 4.0 | .9  | .4  | .3  | 7.6  |
| 2016–17 | Tennessee | 28  | 2  | 19.0 | .453 | .389 | .779 | 4.4 | .8  | .3  | .2  | 8.2  |
| 2017–18 | Tennessee | 35  | 34 | 28.1 | .447 | .395 | .756 | 6.4 | 1.5 | 1.0 | .4  | 13.9 |
| 2018–19 | Tennessee | 37  | 37 | 31.8 | .474 | .418 | .698 | 6.1 | 2.0 | .9  | .5  | 16.5 |
| Total   | Total     | 132 | 95 | 24.9 | .458 | .387 | .763 | 5.3 | 1.3 | .7  | .4  | 11.9 |

### Profesional

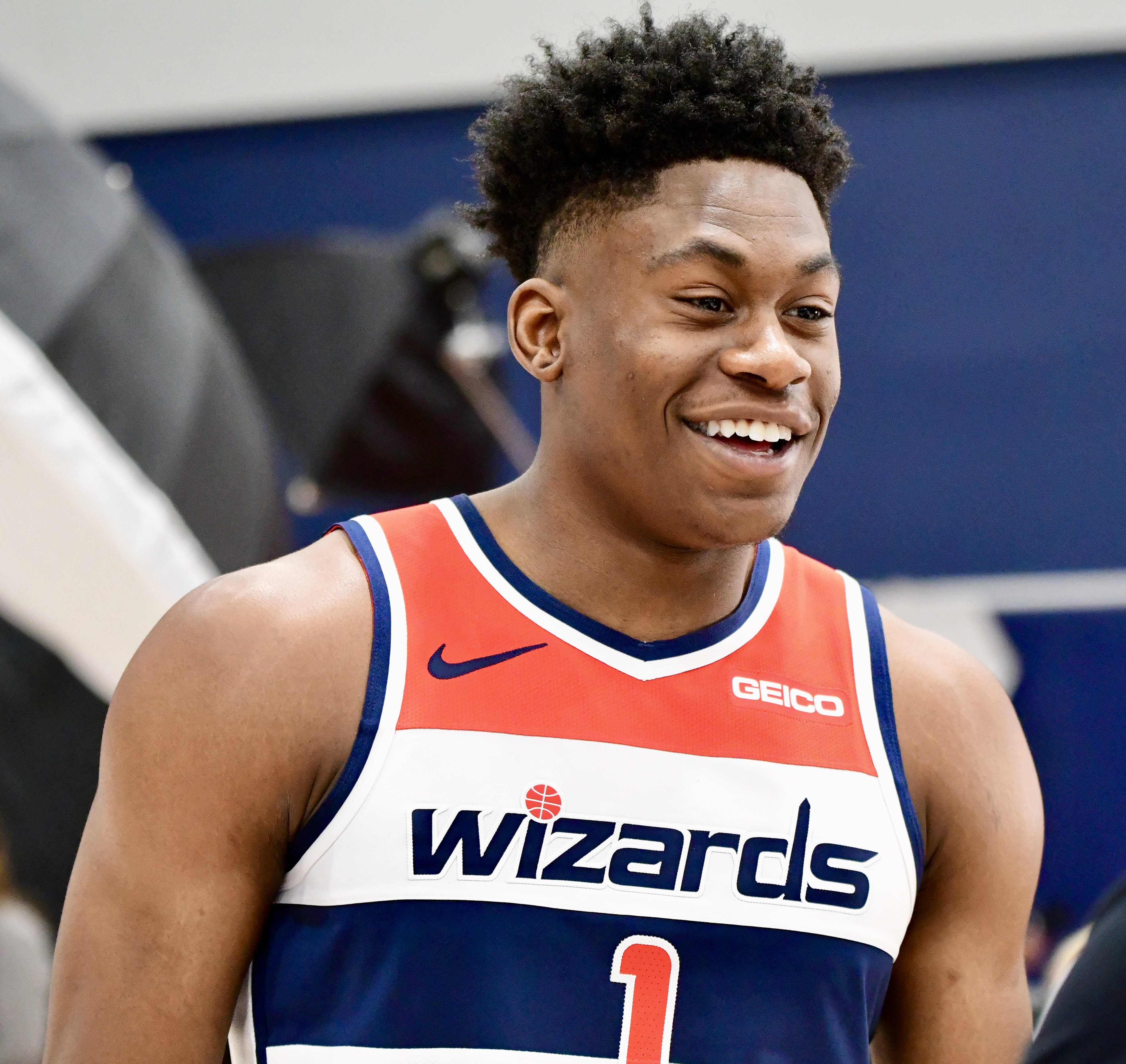
Schofield con los Wizards en 2019.

Fue elegido en la cuadragésimo segunda posición del Draft de la NBA de 2019 por Philadelphia 76ers, pero esa misma noche sus derechos fueron traspasados a Washington Wizards junto con Jonathon Simmons.
El 19 de noviembre de 2020, Schofield fue transferido a Oklahoma City Thunder junto con Vít Krejčí a cambio de Cassius Winston y una selección de segunda ronda de 2024. Pero antes del inicio de la temporada, el 19 de diciembre, es cortado por los Thunder.
Finalmente, el 11 de enero de 2021, fue elegido por los Greensboro Swarm en el puesto N.º 1 del draft de la NBA G League.
El 21 de septiembre de 2021 firmó con los Orlando Magic, pero fue despedido tras la pretemporada. Poteriormente firmaría como jugador afiliado con los Lakeland Magic. El 17 de diciembre firmó un contrato de diez días con Orlando Magic. Firmó un contrato de veinte días con el equipo el 27 de diciembre, y finalmente el 6 de enero de 2022 un contrato dual. El 22 de julio de 2022 renueva su contrato dual con los Magic.
Tras tres temporadas en Orlando, el 28 de junio de 2024, firmó con el ASVEL Lyon-Villeurbanne de la LNB Pro A.

## Estadísticas de su carrera en la NBA

### Temporada regular
| Año     | Equipo     | PJ  | PT | MPP  | %TC  | %3P  | %TL  | RPP | APP | ROB | TPP | PPP |
| ------- | ---------- | --- | -- | ---- | ---- | ---- | ---- | --- | --- | --- | --- | --- |
| 2019-20 | Washington | 33  | 2  | 11.2 | .380 | .311 | .667 | 1.4 | .5  | .2  | .1  | 3.0 |
| 2021-22 | Orlando    | 38  | 1  | 12.3 | .419 | .329 | .800 | 2.3 | .7  | .1  | .1  | 3.8 |
| 2022-23 | Orlando    | 37  | 0  | 12.2 | .451 | .324 | .913 | 1.7 | .8  | .2  | .1  | 4.2 |
| 2023-24 | Orlando    | 23  | 0  | 3.7  | .385 | .375 | .000 | .7  | .3  | .0  | .0  | 1.1 |
| Total   | Total      | 131 | 3  | 10.5 | .417 | .326 | .782 | 1.6 | .6  | .2  | .1  | 3.3 |

## Vida personal
Nació en Londres donde estaba destinado su padre en la Armada de los Estados Unidos. Tiene un hermano, O'Brien Schofield, exjugador de fútbol americano .